# Cerceda
Cerceda település Spanyolországban, A Coruña tartományban. Cerceda Tordoia, Carballo, A Laracha, Culleredo, Carral és Ordes községekkel határos. Lakosainak száma 5085 fő (2024).

## Népesség
A település népessége az utóbbi években az alábbiak szerint változott:
| Lakosok száma | 5503 | 5499 | 5483 | 5570 | 5392 | 5156 | 5031 | 5001 | 4996 | 5085 |
|               | 2001 | 2004 | 2006 | 2009 | 2011 | 2014 | 2016 | 2019 | 2021 | 2024 |